# Тиран-крихітка темноголовий
Тиран-крихітка темноголовий (Phyllomyias griseiceps) — вид горобцеподібних птахів родини тиранових (Tyrannidae). Мешкає переважно в Південній Америці.

## Поширення і екологія
Темноголові тирани-крихітки мешкають на сході Панами, в Колумбії, Венесуелі, Гаяні, Суринамі, Французькій Гвіані, Бразилії, Еквадорі і Перу. Вони живуть у вологих рівнинних і гірських тропічних лісах, в сухих тропічних лісах та на плантаціях. Зустрічаються на висоті до 1300 м над рівнем моря.